# Chloordiazepoxide
Chloordiazepoxide, vroeger vooral bekend onder de merknaam Librium, is een kalmeringsmiddel. Het is een benzodiazepine die werd voorgeschreven bij extreme angst en spanning. Chloordiazepoxide werd in 1960 als eerste benzodiazepine door Hoffmann-La Roche op de markt gebracht. Het middel is per 20 november 2019 uit de handel genomen en wordt niet meer geproduceerd. Het werd in de doseringen, 5, 10 en 25 mg geproduceerd, voornamelijk dragees, waarbij 25 mg ongeveer het equivalent van 8-10 mg diazepam is en waarbij diazepam een iets langere halveringstijd heeft.

## Afkickbehandelmiddel bij verslaving
Chloordiazepoxide werd in het verleden veel voorgeschreven of dagelijks, poliklinisch, bij een afkickcentrum verstrekt, bij het afkicken van een alcoholisme. Bij inname van alcohol worden de prikkels in de hersenen namelijk gedempt en bij het plotseling stoppen met alcoholgebruik worden de prikkels niet meer geremd. Hierdoor kunnen epileptische aanvallen optreden. Alcohol werkt zowel lichamelijk als geestelijk verslavend, bij onthouding van alcohol kunnen ontwenningsverschijnselen ontstaan. Voorbeelden hiervan zijn trillen, zweten, hevige angst en spanning, het wisselend warm en koud hebben, een delier krijgen of een onthoudingsinsult dat qua verschijnselen vergelijkbaar met een epileptisch insult. Chloordiazepoxide zorgt ervoor dat de prikkels in de hersenen gedempt blijven nadat iemand gestopt is met alcohol gebruiken. De ontwenningsverschijnselen blijven hierdoor beperkt. Het middel neemt echter niet alle ontwenningsverschijnselen weg. Indien men ernstige ontwenningsverschijnselen verwacht is opname in een ontwenningskliniek raadzaam, vooral als de verslaafde bekend is met een eerder delier of onthoudingsinsult.
Verslaafden aan andere harddrugs dan alcohol kregen na het staken van het gebruik van de drug en na het afbouwen van methadon in de reguliere verslavingszorg vaak een aantal weken tot maanden chloordiazepoxide voorgeschreven. 

## Ander gebruik
Net als andere benzodiazepines werd chloordiazepoxide ook voorgeschreven om heftige angsten, spanning of sterk verhoogde spierspanning te bestrijden. Middelen als diazepam of oxazepam hebben dan echter meestal de voorkeur. 
In de jaren 1960 en 1970 werd het middel door gebruikers van LSD-25 wel gebruikt om een 'bad trip' te bestrijden.